# Traitoire
La Grande Traitoire et la Petite Traitoire sont des ruisseaux de France, affluents de la Scarpe.
La Grande Traitoire côtoie la Petite Traitoire à hauteur de Hasnon pour la rejoidre à Saint-Amand-les-Eaux  jusqu'à Mortagne-du-Nord. D'une longueur de 24,4 km, elle traverse les communes de Château-l'Abbaye, Erre, Fenain, Flines-lès-Mortagne, Hasnon Hélesmes, Marchiennes, Millonfosse, Mortagne-du-Nord, Nivelle, Pecquencourt, Raismes, Rieulay, Saint-Amand-les-Eaux, Thun-Saint-Amand, Vred, Wandignies-Hamage, et Warlaing. ses principaux affluents sont le canal du Décours, le Cavin, et le Courant des Fontaines d'Hertain.
La Petite Traitoire est une rivière qui fut canalisée en 1762, d'une longueur de 1,37 km, comme le courant du Décours, elle double le canal de la Scarpe. Au départ des tourbières de Montigny-en-Ostrevent, elle traverse les communes de Wandignies-Hamage et Hasnon.